# Swans

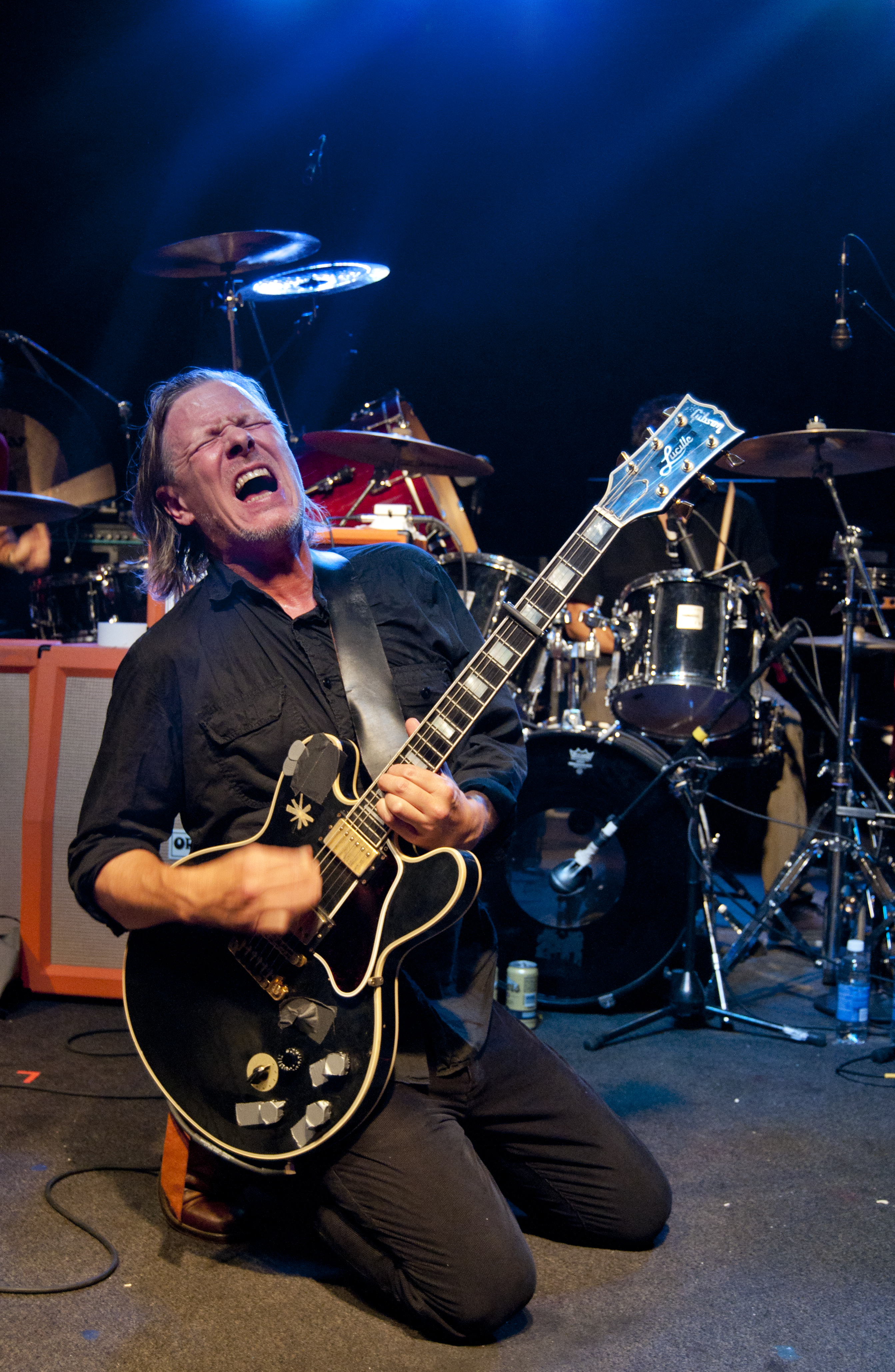
Michael Gira 2012.

Swans är en amerikansk experimentell rockgrupp från New York. Intialt verkande mellan 1982 och 1997 men återaktiverades 2010. Bandet leds av sångaren, låtskrivaren och multiinstrumentalisten Michael Gira, bandets enda konstanta medlem. Sångerskan och keyboardisten Jarboe samt gitarristen Norman Westberg medverkar dock på merparten av bandets inspelningar.
Gira och Jarboe har tillsammans även verkat i ett sidoprojekt kallat Skin.

## Medlemmar
Nuvarande medlemmar
- Michael Gira – gitarr, sång (1982–1997, 2010–2017, 2019–)

Tidigare medlemmar
- Christoph Hahn – gitarr, lap steel guitar (1988–1991, 2010–2017)
- Thor Harris – trummor, slagverk, vibrafon, dulcimer, keyboard (2010–2017)
- Christopher Pravdica – basgitarr (2010–2017)
- Phil Puleo – trummor, slagverk, dulcimer (1995–1997, 2010–2017)
- Norman Westberg – gitarr (1983–1995, 2010–2017)
- Dan Braun – basgitarr (1982)
- Bill Bronson – basgitarr (1995–1997)
- Harry Crosby – basgitarr (1983–1984)
- Daniel Galli-Duani – saxofon (1982)
- Ronaldo Gonzalez – trummor (1986–1987)
- Sue Hanel – gitarr (1982)
- Jarboe – keyboard, sång, piano (1984–1997, 2012)
- Jonathan Kane – trummor (1982–1983)
- Virgil Moorefield – trummor (1989)
- Algis Kizys – basgitarr (1986-1995)
- Sami Kumpulainen – basgitarr (1988)
- Mojo – slagverk, tape loops (1982)
- Jon Tessler – basgitarr, slagverk, tape loops (1982)
- Thurston Moore – basgitarr (1982)
- Ivan Nahem – trummor (1982, 1986)
- Bob Pezzola – trummor (1982-1983)
- Roli Mosimann – trummor (1983–1984)
- Ted Parsons – trummor (1985–1987)
- Bill Rieflin – trummor, div. instrument (1995–1996; studio 2010–2014)
- Vinnie Signorelli – trummor (1991–1992)
- Clint Steele – gitarr (1990–1997)
- Anton Fier – trummor (1991)
- Jenny Wade – basgitarr (1991)
- Joe Goldring – basgitarr (1995–1997)
- Paul Wallfisch – keyboard (2016–2017)

## Diskografi
Studioalbum
- 1983 – Filth
- 1984 – Cop
- 1986 – Greed
- 1986 – Holy Money
- 1987 – Children of God
- 1989 – The Burning World
- 1991 – White Light from the Mouth of Infinity
- 1992 – Love of Life
- 1995 – The Great Annihilator
- 1996 – Soundtracks for the Blind
- 2010 – My Father Will Guide Me Up a Rope to the Sky
- 2012 – The Seer
- 2014 – To Be Kind
- 2016 – The Glowing Man
- 2019 – Leaving Meaning
- 2023 – The Beggar
- 2025 – Birthing

Livealbum
- 1986 – Public Castration Is a Good Idea
- 1988 – Feel Good Now
- 1990 – Anonymous Bodies in an Empty Room
- 1992 – Real Love
- 1993 – Omniscience
- 1996 – Kill the Child
- 1998 – Swans are Dead
- 2012 – We Rose from Your Bed with the Sun in Our Head
- 2013 – Not Here / Not Now

EP
- 1982 – Swans
- 1984 – Young God
- 1986 – A Screw
- 1987 – Young God
- 1986 – Time Is Money (Bastard)
- 1988 – Love Will Tear Us Apart
- 1989 – Can't Find My Way Home
- 1989 – Saved
- 1994 – Celebrity Lifestyle

Samlingsalbum
- 1991 – Body to Body, Job to Job
- 1996 – Die Tür ist zu
- 1997 – Children of God / World of Skin
- 1999 – Cop / Young God / Greed / Holy Money
- 1999 – Filth / Body to Body, Job to Job
- 1999 – Various Failures
- 2003 – Forever Burned
- 2004 – Mystery of Faith - Unreleased Pieces: Swans + World of Skin